# Japanische Architektur

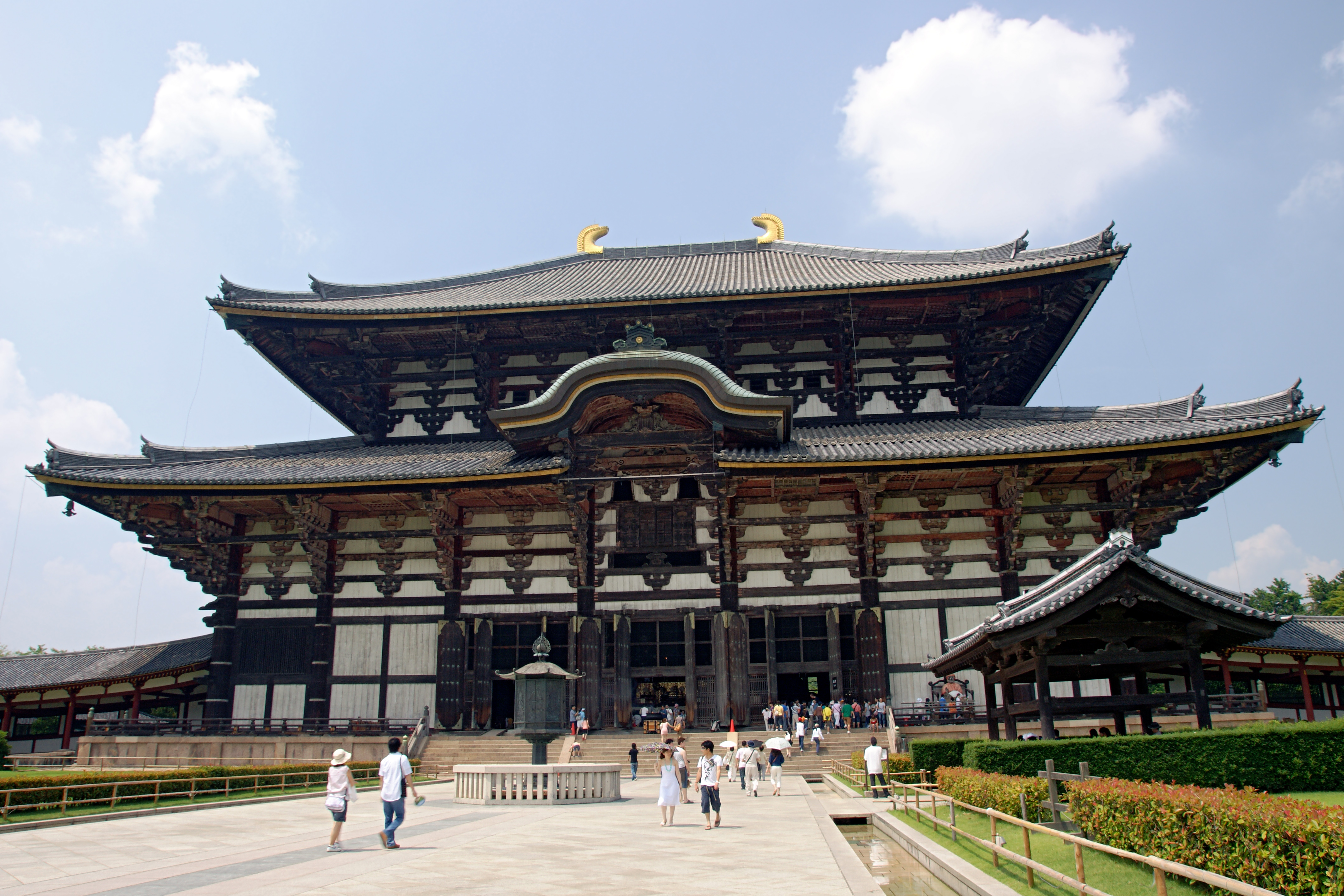
Daibutsuden im Tōdai-ji, Nara

Die Japanische Architektur (日本建築, Nihon kenchiku) reicht von den ersten Siedlungen der Yayoi-Zeit und den großen Kofun-Hügelgräbern über die chinesisch beeinflussten Bauten des klassischen und mittelalterlichen Japans und die Städte und Burgen der Edo-Zeit bis hin zur Moderne, die auch europäische Einflüsse aufweist. Nach dem Zweiten Weltkrieg wurde der Wiederaufbau Japans vielerorts in industrieller Bauweise vorangetrieben, im Bruch mit der traditionellen Gestaltung und Form. Im 21. Jahrhundert stehen die Architekten Japans im internationalen Austausch und bilden Teil einer globalisierten Architekturszene.

## Prähistorische Zeit, Yayoi- und Kofun-Zeit

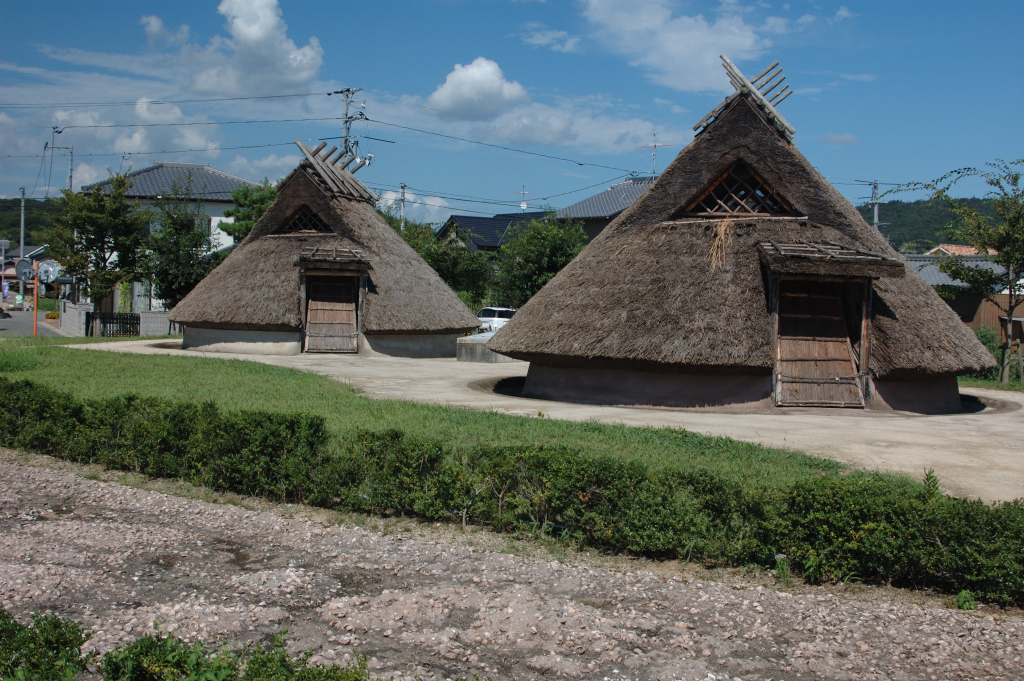
Rekonstruierte Rundhäuser der Yayoi-Zeit in Setouchi

Aus der Yayoi-Zeit gibt es keine erhaltenen Bauten mehr und die ältesten japanischen Texte wie beispielsweise Kojiki und Nihonshoki erwähnen Architektur kaum. Durch Ausgrabungen ist bekannt, dass damalige Bauernhäuser strohgedeckt und mit Erdboden verbaut wurden. Als sich der Reisanbau von China nach Japan ausbreitete, wurden damit auch die Gemeinschaften größer, und es kamen größere Gebäude für die lokale Herrscherfamilie oder für Reisspeicher auf. Beispiele dafür sind die Sannai-Maruyama-Ausgrabungsstätte (vor dem 2. Jh. v. Chr.) in der Präfektur Aomori oder Yoshinogari in der Präfektur Saga (vor dem 3. Jh. v. Chr.).
Der Stil dieser Architektur hat sich im Heiligtum des Ise-Schreins bis heute erhalten.

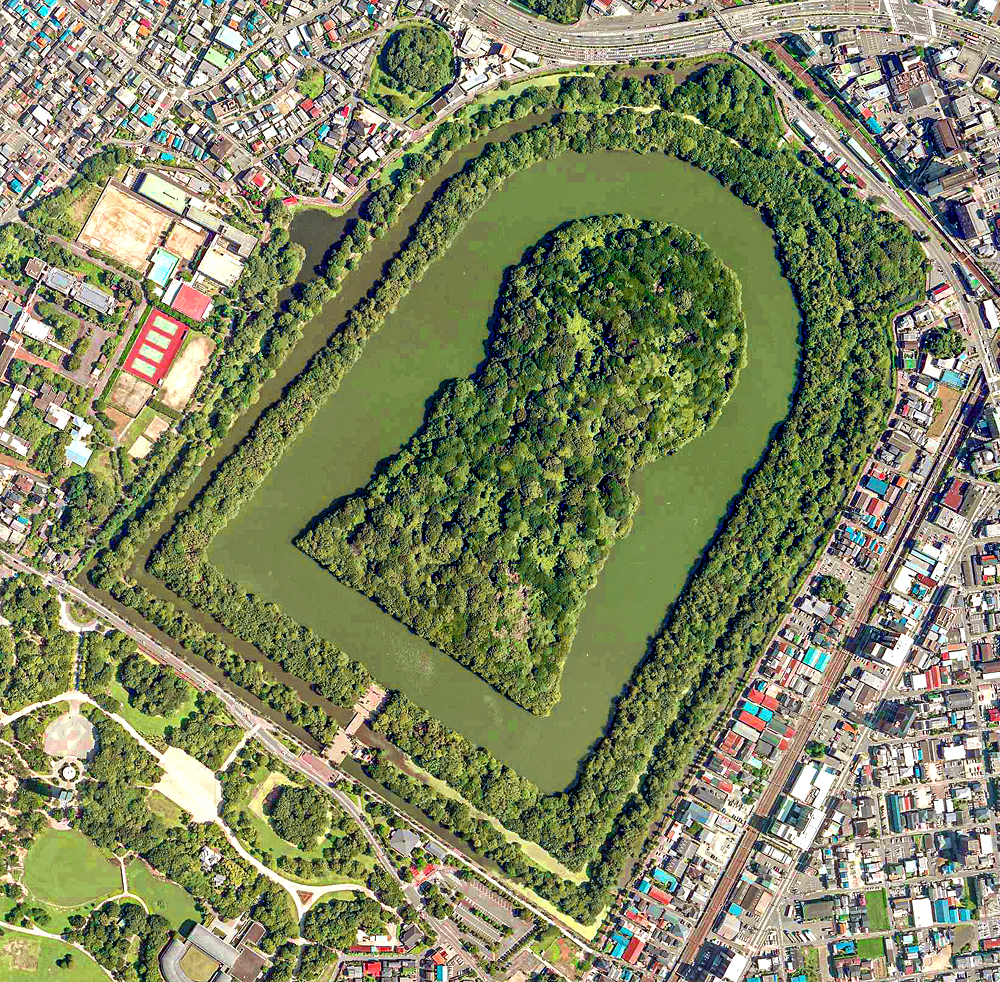
Daisen-kofun

Nach dem 3. Jahrhundert entwickelte sich eine zentralisierte Verwaltung. Prägend für die als Kofun-Zeit bekannte Periode sind die namensgebenden schlüssellochförmigen Hügelgräber, die Kofun. Diese Fürstengräber legen Zeugnis von der neuen Nassreisfeldbaukultur ab, die Japan nun prägte, denn die Grabstätten sind von Wassergräben umgeben. Die Bauweise der Gräber ist von der koreanischen Halbinsel übernommen worden, wo sich ähnliche Bauwerke finden. Das bemerkenswerteste ist Daisen-kofun, das Grab von Kaiser Nintoku. Dieses Kofun ist ungefähr 486 mal 305 m groß, bei einer Höhe von 35 m.

## Asuka- und Nara-Zeit

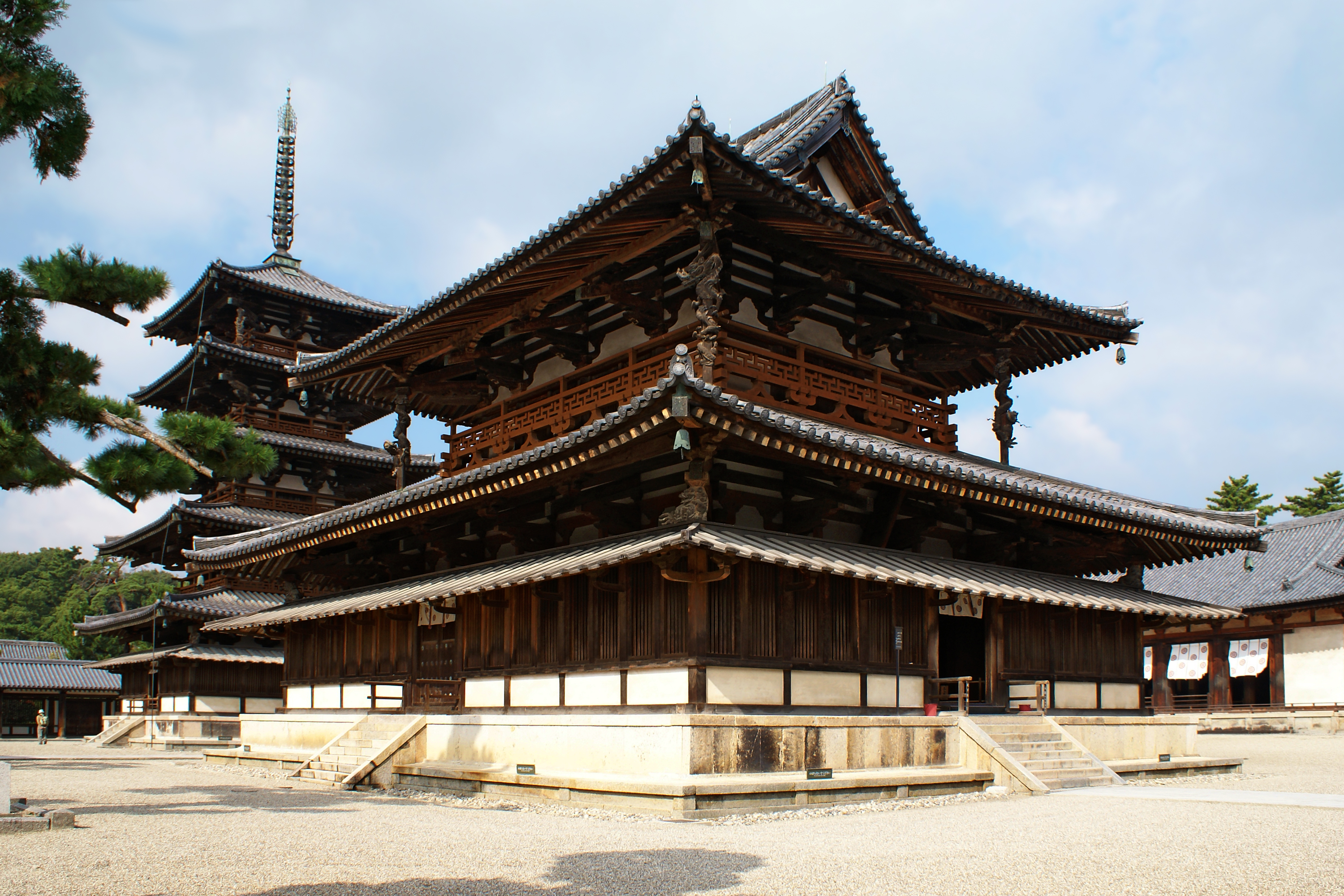
Kondō und Pagode im Hōryū-ji, Nara, 7. Jh.

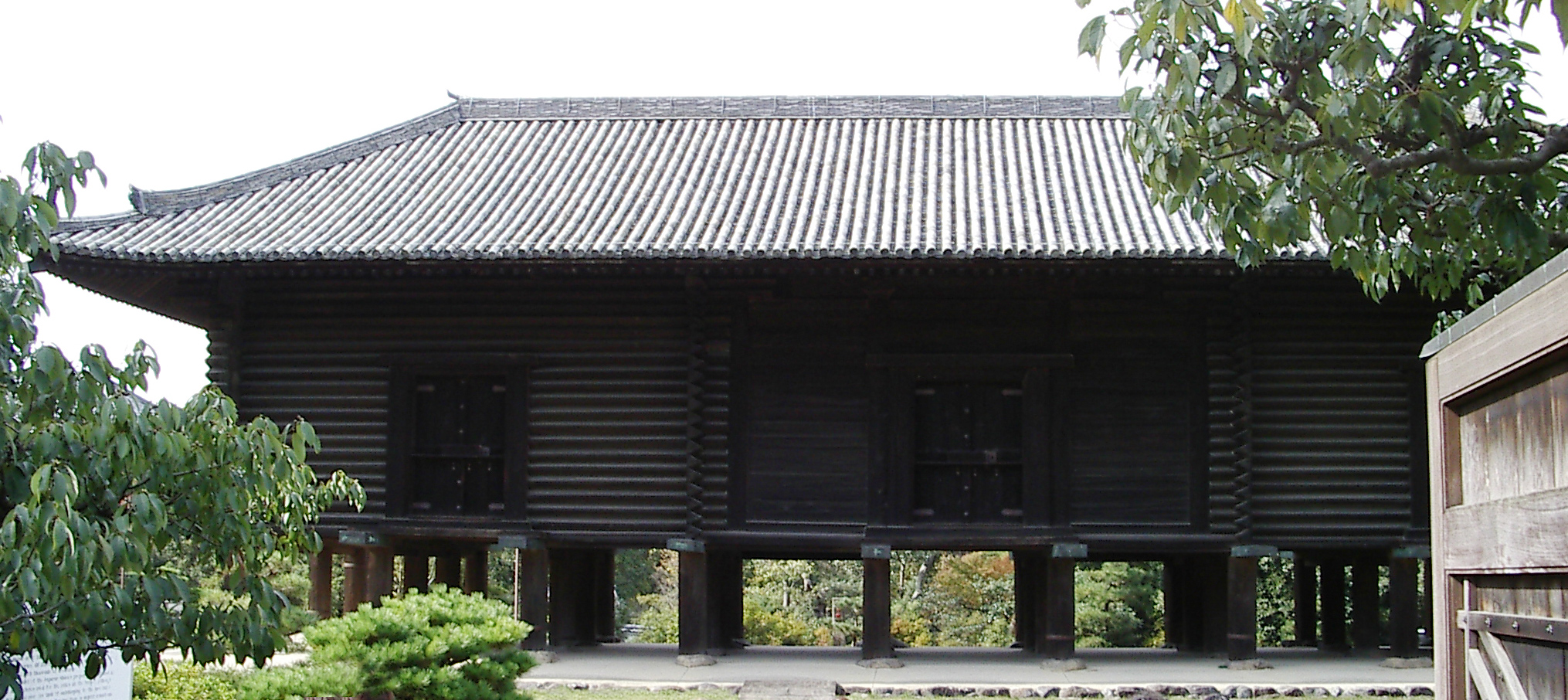
Shōsōin im Tōdai-ji, Nara, 8. Jh.

Mit den buddhistischen Mönchen und Gelehrten kam im 6. Jahrhundert auch die chinesische Architektur der Sui-Dynastie nach Japan. Der Stil der neu errichteten buddhistischen Tempel sollte die japanische Architektur nachhaltig prägen. Hauptbaumaterial der Asuka- und Narazeit war Holz. Durch Brände und Naturkatastrophen sind diese Gebäude immer wieder zerstört worden, doch einige wenige Tempel sind zumindest teilweise im Original erhalten. Wichtiger noch für die Erhaltung der Architektur dieser Epoche ist allerdings, dass viele Gebäude über die Jahrhunderte mehrfach originalgetreu wieder aufgebaut wurden, weswegen sich auch die Kenntnis der Bautechniken größtenteils erhalten hat.
Die ältesten buddhistischen Bauten in Japan und die ältesten erhaltenen Holzgebäude der Welt stehen im Hōryū-ji im Südwesten der Präfektur Nara. Sie sind das herausragendste Beispiel für die Architektur aus der Asuka-Zeit. Die 41 Gebäude des Tempelkomplexes wurden im 7. Jahrhundert als privater Tempel von Shōtoku Taishi errichtet.

## Heian-Zeit

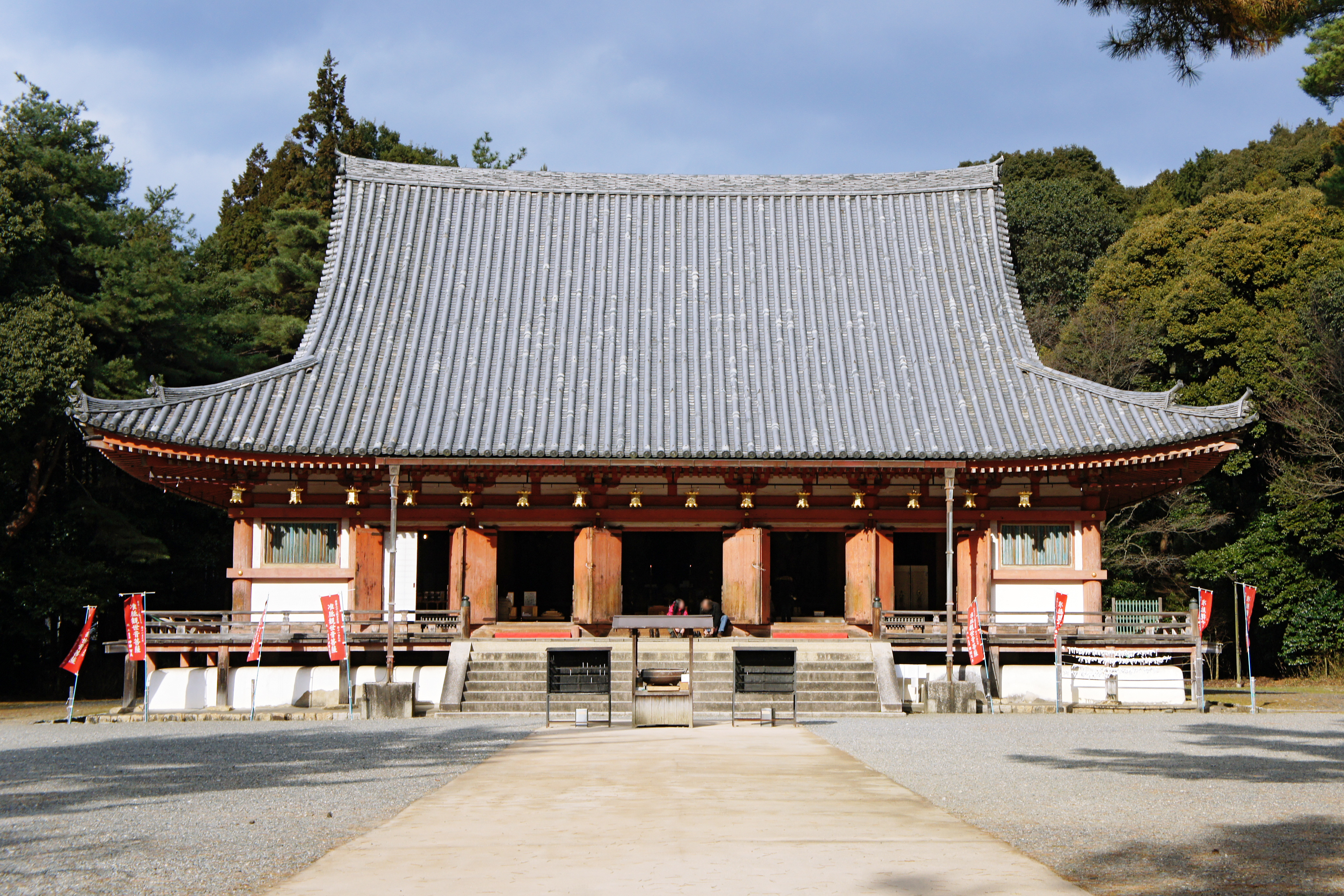
Kondō im Daigo-ji, Kyōto, 12. Jh.

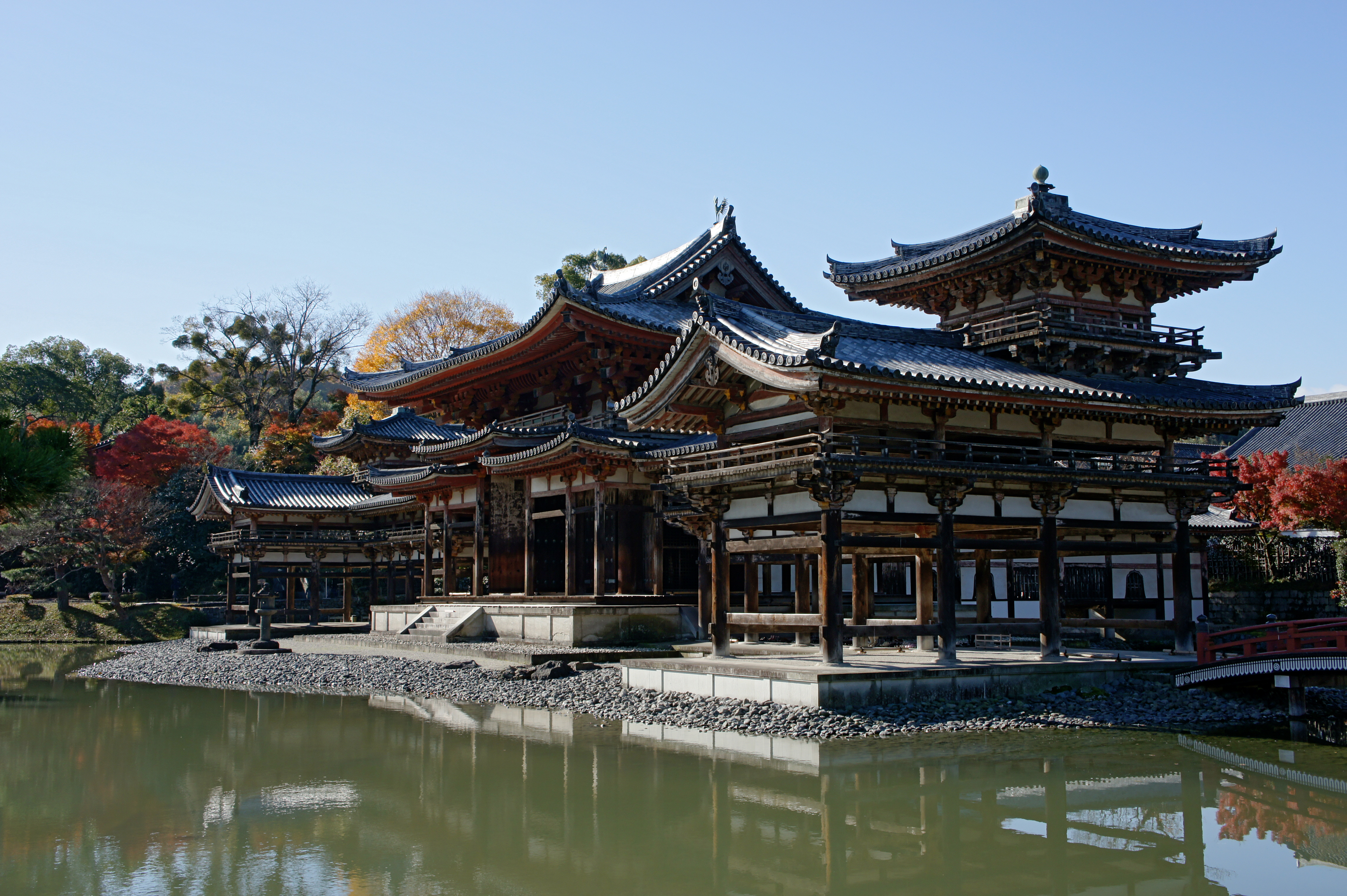
Phönix-Halle im Byōdō-in, Uji, 1053

Der Buddhismus gewann immer mehr Einfluss in Nara, und der Mönch Kūkai (774–835) bereiste China und studierte in Xi’an Tantra bzw. Vajrayana. Zurück in Japan gründete er Shingon-shū. Im Zentrum dieser Lehre standen Mandalas, Diagramme des spirituellen Universums, die auch den Tempelbau beeinflussten. Japanische buddhistische Architektur übernahm auch die unter dem Namen Stupa bekannten Grabhügel, und ihre chinesische Weiterentwicklung, die Pagode.
Die Tempel wurden in den Bergen gebaut, weit weg von den Fürstenhöfen und den laizistischen Städten. Die unregelmäßige Geländeform dieser Orte zwang die japanischen Architekten dazu, die Bauweise der Tempel zu überdenken. Es wurden mehr einheimische Elemente eingeplant. Anstelle von Keramikziegeln wurde wieder Zypressenrinde zum Dachdecken verwendet, anstatt des Erdbodens wurde der Boden mit Holzbrettern ausgelegt.
Während der Regentschaft der Fujiwara verbreitete sich der Amidismus, der lehrt, dass eine Erlösung durch das Vertrauen auf die Güte Amidas ermöglicht wird. Gleichzeitig entwickelte der Adel in Kyōto höfische Umgangsformen, denen das Streben nach Eleganz und Ästhetik zu eigen war. Die amidische Vorstellung vom Paradies (dem „reinen Land“) passte sich dem höfischen Ideal an. In Amida-Hallen wurden in einer Verschmelzung religiöser und säkularer Ideen ein oder mehrere Darstellungen Buddhas in einem Gebäudekomplex errichtet, der den Residenzen der Adeligen ähnelte.
Die 1053 fertiggestellte Phönix-Halle (hōō-dō) des Byōdō-in, einem Tempel in Uji südöstlich von Kyōto, ist eine solche Amida-Halle. Sie besteht aus einem rechteckigen Hauptgebäude mit zwei L-förmigen Seitenkorridoren und einem rückwärtigen Korridor. Errichtet wurde sie am Ufer eines großen, künstlich angelegten Teichs. In ihrem Inneren befindet sich ein einzelnes goldenes Bildnis Amidas auf einem hohen Podest. In die Wände sind Reliefs von Geistern, die Amida beim erlösenden Abstieg (raigō) aus dem Westlichen Paradies begleiten, graviert. Farbig gemalte Darstellungen des raigō auf den hölzernen Portalen der Phönix-Halle sind frühe Beispiele des japanischen Yamato-e, da sie Landschaftsbilder der Umgebung Kyōtos enthalten.

## Kamakura-Zeit

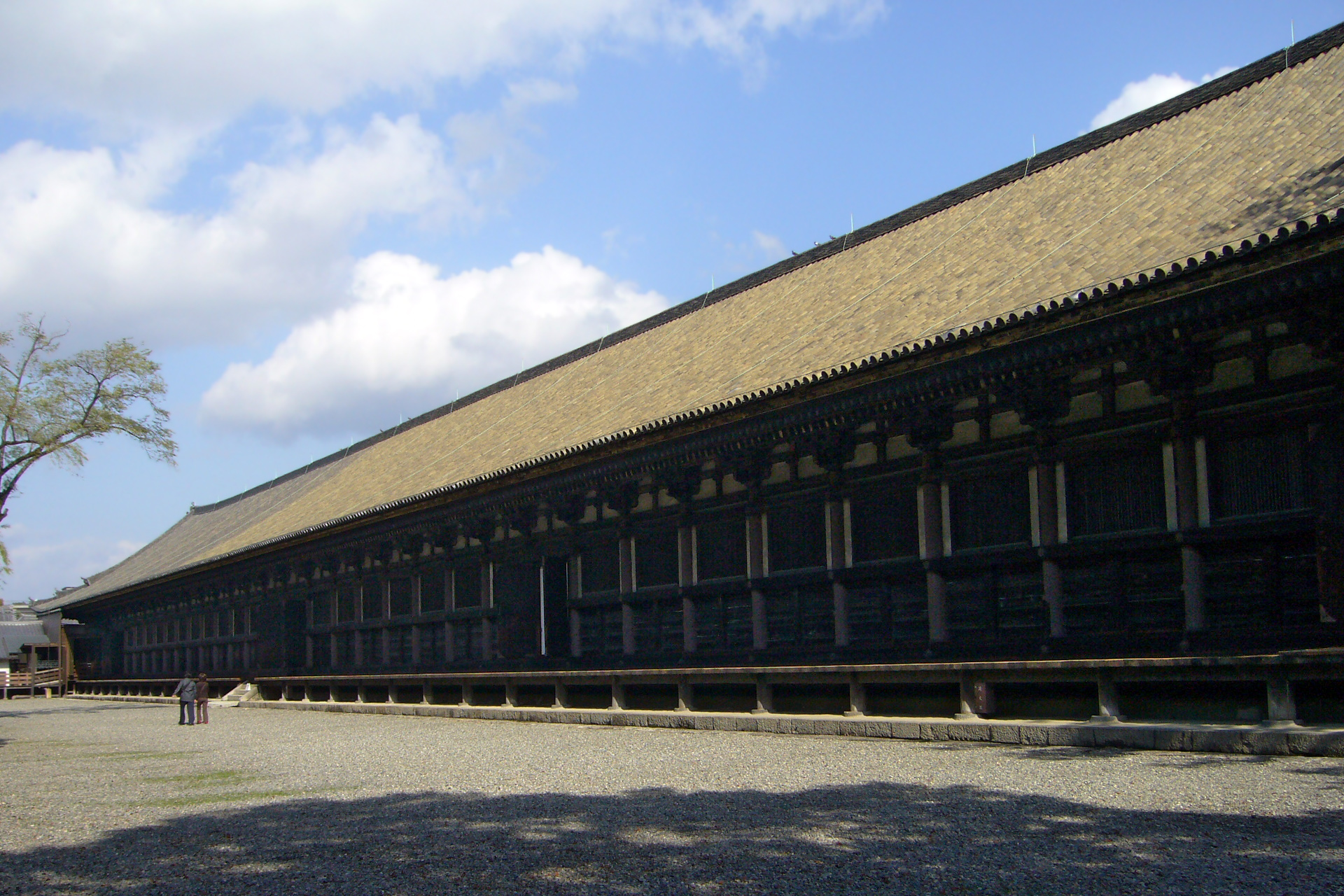
Der 1266 errichtete Sanjūsangen-dō in Kyōto

Nach der von Unruhen geprägten Heian-Zeit gewann in der Kamakura-Zeit der Kriegeradel der Samurai zunehmend an Bedeutung. Dessen einfache und militärisch geprägten Vorstellungen beeinflussten auch zunehmend den Architekturstil; und so sind viele Samurai-Häuser eine Mischung aus shinden-zukuri (Residenzen der höfischen Aristokratie der Heian-Zeit) und militärischen Befestigungen wie Türmen und Gräben.
Während des Genpei-Krieges (1180–1185) wurden viele traditionelle Gebäude in Nara und Kyōto beschädigt. Beispielsweise wurden der Kōfuku-ji und der Tōdai-ji von Taira no Shigehira niedergebrannt. Viele der zerstörten Tempel und Schreine sind vom Kamakura-Shōgunat neu errichtet worden, mit dem Ziel, die Autorität des Shōgun zu stärken. Dieses Wiederaufbauprogramm war so intensiv, dass die Kamakura-Zeit stilbildend für Tempel und Schreine nachfolgender Epochen wurde.

## Muromachi-Zeit

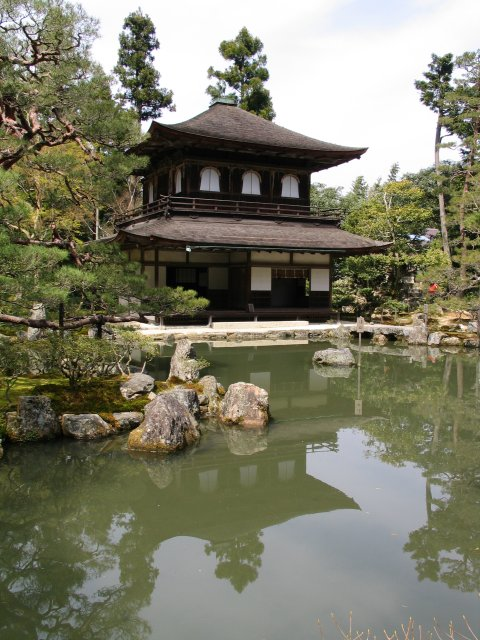
Der Ginkaku-ji in Kyōto von etwa 1485 als Teil einer fürstlichen Garten-Villa

In der Muromachi-Zeit (etwa 1336–1573) wurden wesentliche neue Prinzipien der profanen Architektur entwickelt, die die folgenden Jahrhunderte prägen sollten. Die großen älteren, vor allem für zeremonielle Zwecke ausgerichteten hallenartigen Pavillons in den Adelssitzen wurden immer häufiger ergänzt durch Bauten, die eine Anzahl von kleineren Räumen aufnahmen. So konnten neue Bereiche für den Rückzug, die Kontemplation und den ästhetischen Umgang mit ausgesuchten Kunstobjekten gewonnen werden. Die meist eingeschossigen Bauten wurden nach einem immer mehr standardisierten Raster angelegt, das die Verbindung mit beweglichen Elementen wie den regional genormten Bodenmatten (Tatami) und wandbildenden Schiebeelementen mit Malerei erlaubte. Ein reger Austausch mit der Kultur des Zen-Buddhismus förderte ein neues Verständnis einer schlicht und funktional gehaltenen Bauweise.
Eine wichtige Entwicklung jener Zeit waren die speziellen Räume für die sich seit dem 15. Jahrhundert immer formeller entwickelnden Teezeremonie und die bewusst rustikal gehaltenen Teehäuser. Auch die Teezeremonie wurzelt im Zen und umrahmt den Teegenuss mit Ritualen und einem ästhetischen Umfeld. Die bewusst einfach gehaltenen Teehäuser sollten es den Besuchern erleichtern, ihren Geist von alltäglichen Gedanken zu befreien. Sie wurden im Stil von Landhäusern mit unbearbeitetem Holz oder Bambus und geflochtenem Stroh errichtet. Meist gehörte zu einem Teehaus auch ein Teegarten, der schon vor Betreten des Teehauses eine innere Distanz zur Außenwelt herstellen sollte. Seit dieser Zeit sind auch verschiedene Beispiele der als Holzarchitektur grundsätzlich für Zerstörungen anfälligen Bauweise noch im Aufgehenden erhalten, z. B. zwei Pavillons einer adeligen Landvilla der Zeit um 1485 im Ginkaku-ji in Kyoto.

## Azuchi-Momoyama-Zeit

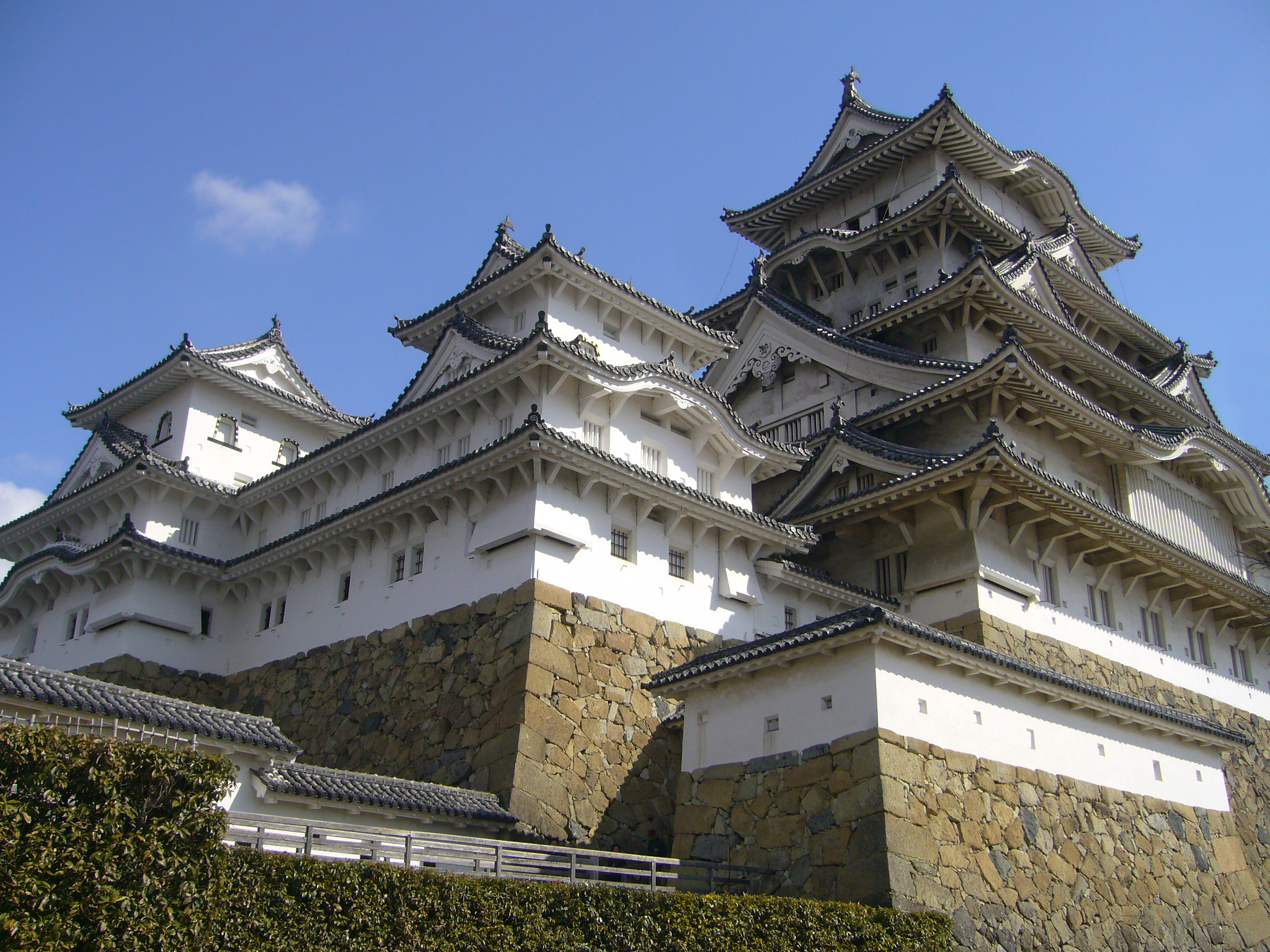
Die Burg Himeji aus dem 16. Jahrhundert

Als Reaktion auf die militärischen Auseinandersetzungen der Sengoku-Zeit entstanden zwei neue Architekturformen: Die Burg als militärischer Rückzugsort für Feudalfürsten und ihre Soldaten; und das Shoin (書院, wörtl. „Schreibhaus“) als Rückzugsort für Studien und private Empfänge.
Eines der schönsten Gebäude der Momoyama-Zeit ist die Burg Himeji, auch „Burg der weißen Reiher“ (hakuro-jō, shirasagi-jō), die in ihrer heutigen Form 1609 errichtet wurde. Einzig erhalten ist der – nie zum Wohnen genutzte – Turmkomplex, bestehend aus einem Hauptturm, um den spiralförmig Zugänge und drei Nebentürme, alle Nationalschatz, angeordnet sind. Die eigentliche Residenz ist nicht erhalten. In der Burg Nijō (1626), welche die Residenz des Tokugawa-Shōgun in Kyōto war, findet sich ein klassisches Beispiel des Shoin-Stils: Der Feudalordnung entsprechend streng getrennte Räume für den Fürsten und seine Vasallen, dazu zwei Shoin-Räume mit Tokonoma und dem Shoin-Fenster, das die Betrachtung des sorgfältig (und auf ebendiesen Blickpunkt hin) angelegten Gartens erlaubt.

## Edo-Zeit

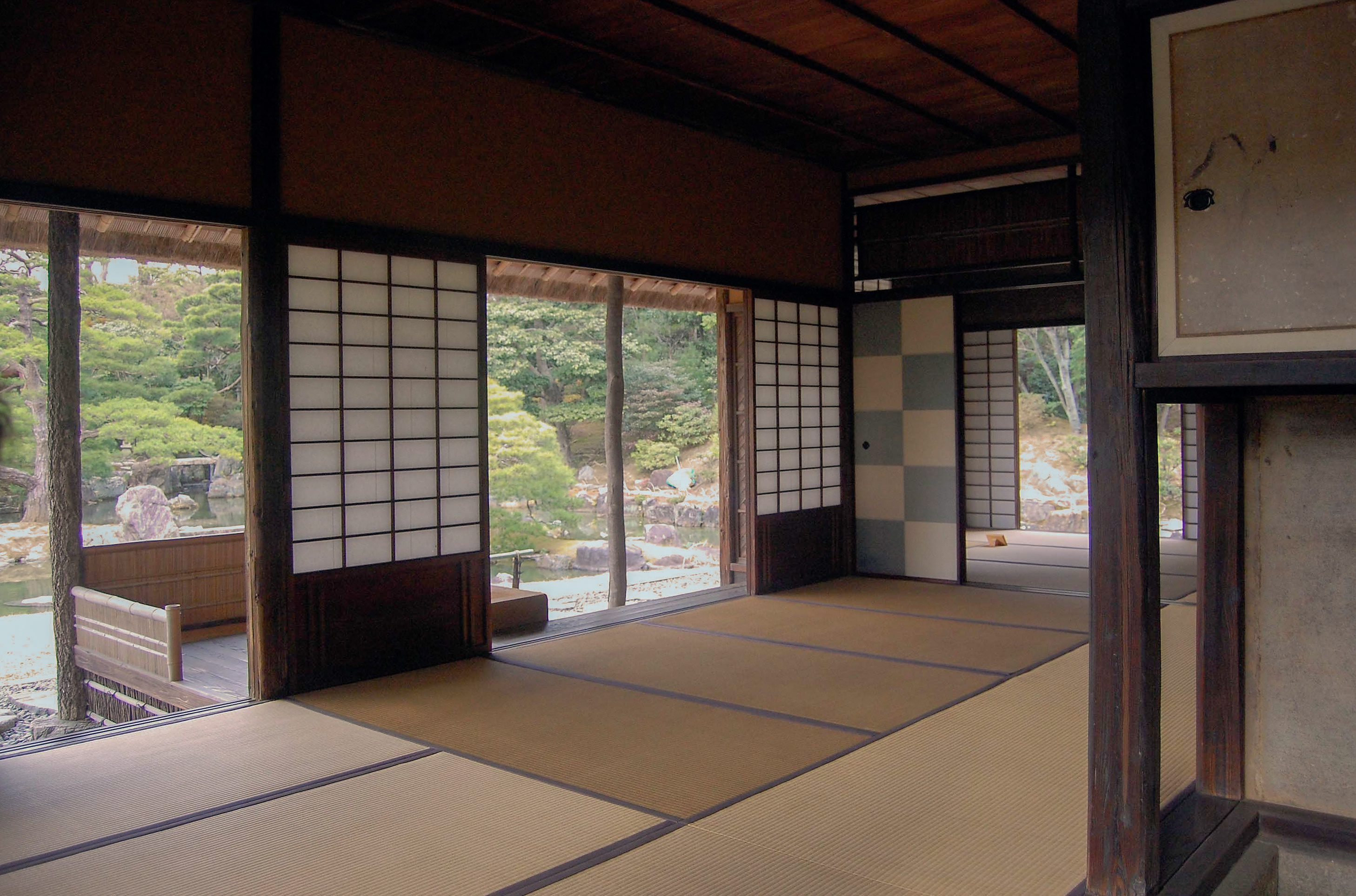
Das Shōkin-tei in der Kaiserlichen Katsura-Villa in Kyōto aus dem 17. Jahrhundert

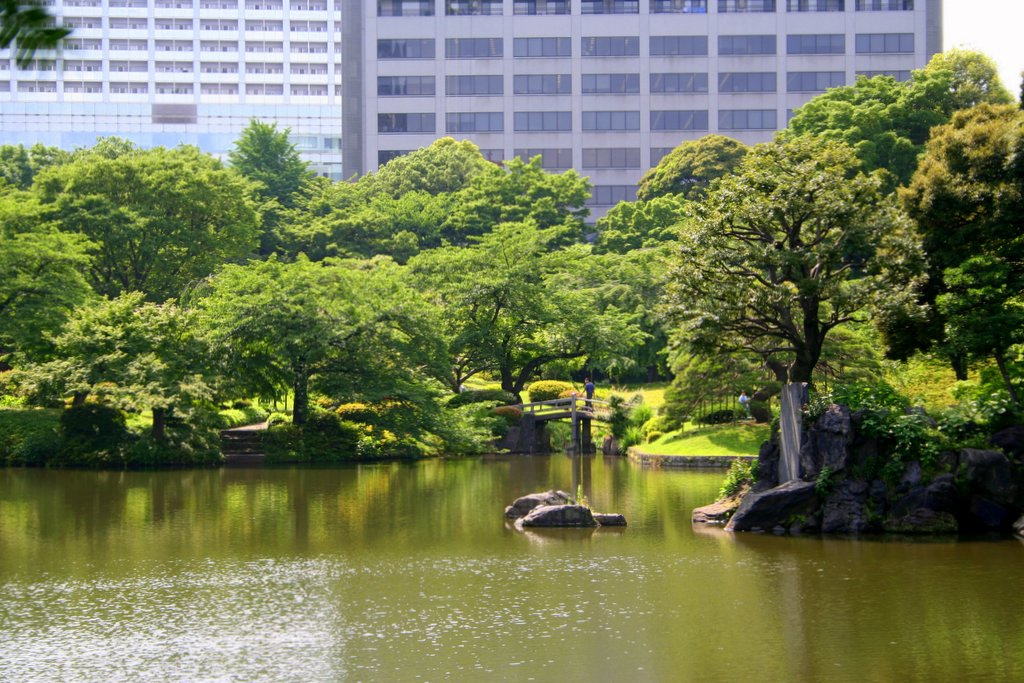
Der bis heute erhaltene Koishikawa Kōraku-en im Zentrum Tokios wurde 1629 als Garten eines Daimyō angelegt.

Die kaiserliche Katsura-Villa wurde als Realisierung des Palasts aus der Geschichte vom Prinzen Genji konzipiert und kombiniert klassische Elemente japanischer Architektur mit einigen Neuerungen. Die gesamte Anlage wird von einem großen Garten umgeben, in den vom ältesten der drei Shoin eine Mondbetrachtungs-Veranda (Tsukimi-dai) hineinragt.
Edo, die Hauptstadt der Shōgune, wuchs in dieser Zeit stark an und wurde regelmäßig von Großbränden heimgesucht, insbesondere in den sehr trockenen Wintern. Als Reaktion entwickelte sich eine einfache Architektur, die nötigenfalls schnell wiederaufgebaut werden konnte. In den Städten der Umgebung wurden Depots für Bauholz angelegt, so dass man nach einer Feuersbrunst auch schnell ganze Straßenzüge neu errichten konnte.
Zum raschen Wachstum der Stadt trug auch die Politik des Sankin kōtai bei, nach der die Daimyō einen Teil ihrer Zeit in Edo verbringen mussten, wobei sie ihre Gefolgsleute und Dienstboten mitbrachten. Sie legten sich standesgemäß große Häuser und Gärten für sich und ihre Gäste an. Der Koishikawa Kōraku-en ist ein solcher Garten, der heute neben der Tokyo Dome City liegt und für die Öffentlichkeit zugänglich ist.

## Traditionelle Bauweise einfacher Häuser

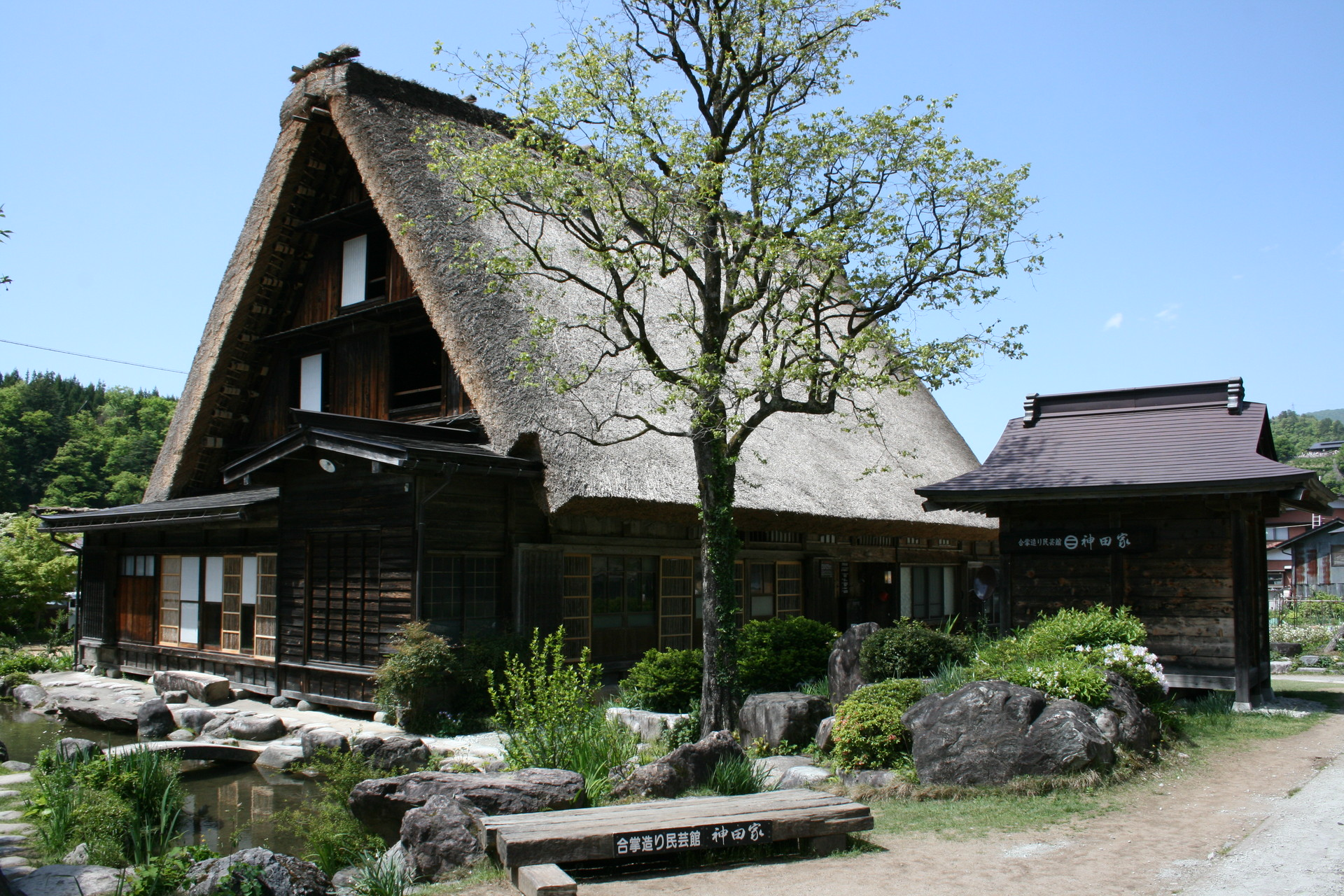
Traditionelle japanische Bauweise, ländlich

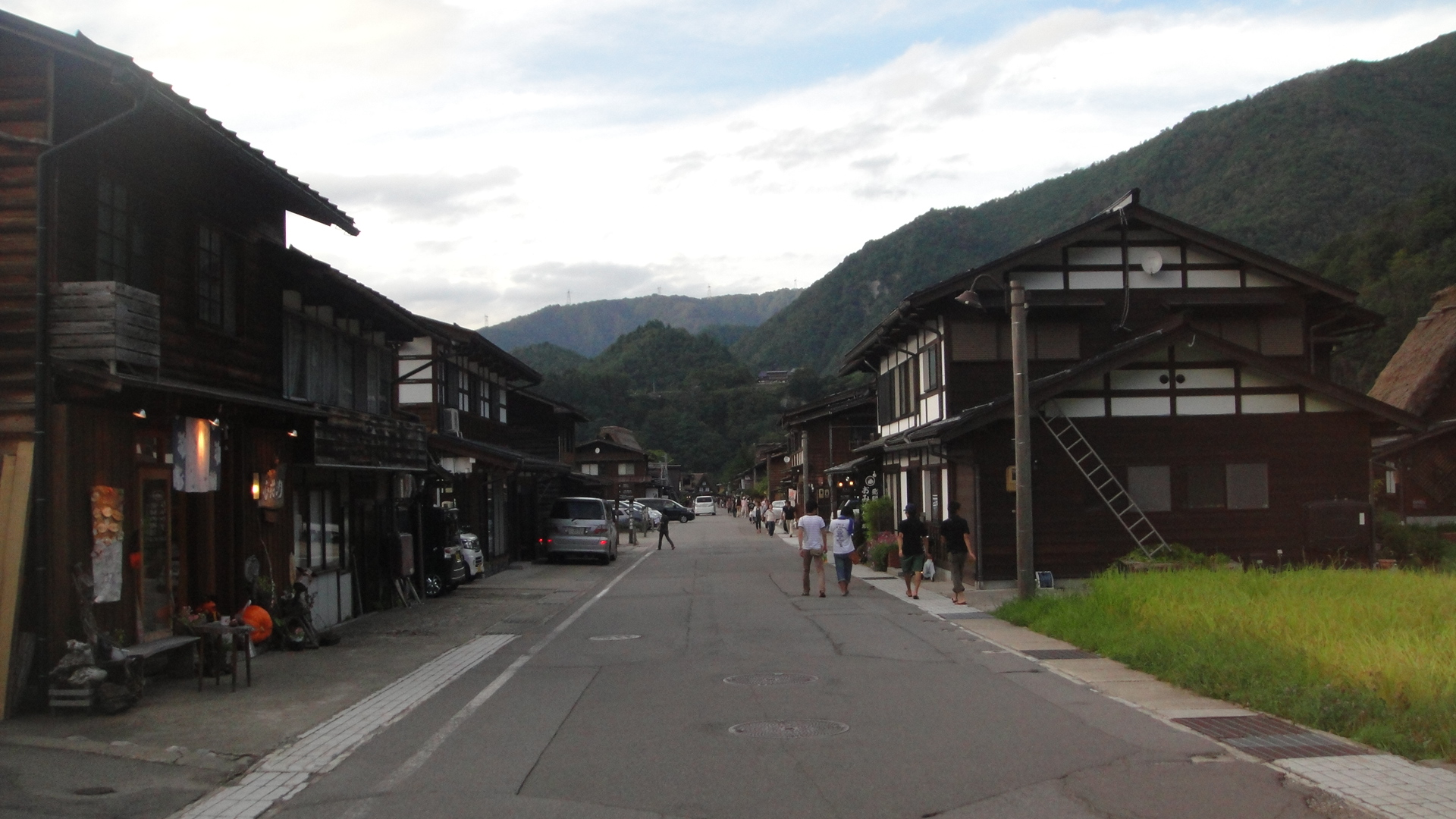
Traditionelle japanische Bauweise, kleinstädtisch

Wie in europäischen Ländern machte auch die Bauweise gewöhnlicher Bauern- und Bürgerhäuser eine historische Entwicklung durch. Die japanischen Besonderheiten ergaben sich aus dem Erfordernis der Erdbebensicherheit. Wie bei vielen großen Gebäuden war die tragende Konstruktion ein relativ flexibles Holzfachwerk, die Wandflächen dazwischen aus möglichst leichtem Material. Einfache Gebäude traditioneller japanischer Bauart werden insgesamt als Minka („Volkshaus“) bezeichnet, Bauernhäuser als Nōka, traditionelle Stadthäuser als Machiya.

## Vorkriegszeit

### Modernisierung und westliche Einflüsse
Die Modernisierung der Meiji-Zeit betraf auch die japanische Architektur. Japanische Architekten reisten in europäische Städte, um die dortige Architektur kennenzulernen, und europäische Architekten kamen nach Japan. Einen besonderen Einfluss hatte dabei die Stadt Wien.
Japanische Städte, vor allem die Shitamachi (下町, dt. „Unterstadt“) von Edo, waren dicht mit Holzhäusern bebaut, weswegen die regelmäßig auftretenden Großbrände oft ganze Stadtviertel vernichteten. Als am 26. Februar 1872 ein Großfeuer das Ginza-Viertel in Tokio in Schutt und Asche legte, wurde beschlossen, das Gebiet im Stil westlicher Backsteinbauten wieder zu errichten, das erste solche Großprojekt in Japan. Mit der Planung und Ausführung wurde der englische Architekt Thomas J. Waters beauftragt. 1873 war der erste, 1877 der zweite Bauabschnitt fertiggestellt. Es wurde ein breiter Boulevard nach dem Stil der Pariser Rue de Rivoli geschaffen, gesäumt von zweigeschossigen Bauten mit breiten, auf Säulen ruhenden Balkonen. Das Große Kantō-Erdbeben von 1923 zeigte allerdings, dass Backsteinbauten nicht erdbebensicher sind, und so wurde von nun an auf Stahlbeton gesetzt.
Aus dieser Vermischung mit europäischen Stilrichtungen stammen auch Gebäude wie der Bahnhof Tokio, das Parlamentsgebäude, das Wakō-Kaufhaus, der Akasaka-Palast und die Bank of Japan. diese Architektur vor dem Zweiten Weltkrieg ist unter Giyōfū-Architektur (擬洋風建築, -kenchiku) oder pseudo-westliche Architektur bekannt.

#### Rezeption der traditionellen japanischen Architektur im Westen
1885 erschien in London das Buch des Zoologen Edward Sylvester Morse Japanese Homes and their Surroundings. Für die Kenntnis traditioneller Bauformen in Deutschland ist Franz Adolf Wilhelm Baltzers Werk Das japanische Wohnhaus bedeutsam, das 1903 veröffentlicht wurde. Die traditionelle japanische Architektur beeinflusst in den 1930er Jahren auch nachhaltig die Vertreter der westlichen Moderne. Namentlich der deutsche Architekt Bruno Taut (1880–1938) zeigte sich tief von der Katsura-Villa bei Kyoto beeindruckt, in welcher er grundlegende Ideen der Moderne wiedererkannte: Einheit von Konstruktion und Gestaltung, modulare Gliederung (auf Basis des Tatami-Rasters), sachliche Gestaltung, Durchdringung von Wohn- und Naturerlebnis. Während seines von 1933 bis 1936 dauernden Exils in Japan befasste sich Taut intensiv mit der japanischen Architektur und Kultur und verfasste das Buch Houses and People of Japan. Als Walter Gropius 1954 Japan besuchte, schrieb er an Le Corbusier:

„Das japanische Haus ist das modernste und beste, das ich kenne und wirklich vorfabriziert“

### Beginn der japanischen Moderne
Hiroshi Matsukuma nennt als Kurator der Ausstellung DOCOMOMO Japan: The 100 Selections, einer Retrospektive auf die japanische Moderne, das Jahr 1921 als Beginn der japanischen Moderne. Er verweist hier auf die Telefonvermittlung in Nishijin von Roku Iwamoto als Schlüsselgebäude, da der Architekt während einer Phase der Imitation europäischer Baustile nach einem individuellen Ausdruck gesucht habe. Experimentelle Gebäude von Koji Fujii und anderen, Verbindungen von traditionellem Holzbau und Moderne, der Einfluss von Frank Lloyd Wrights Wirken in Japan und der Wiederaufbau nach dem Großen Kantō-Erdbeben, darunter etwa die Donjunkai Wohnungen, hätten zur Etablierung einer modernistischen Strömung in Japan geführt.
In den 1930er Jahren habe sich dann die rapide fortschreitende Modernisierung, etwa im wohlhabenden Osaka, in Bauwerken wie dem Asahi Building oder dem Osaka Gas Building gezeigt. Weitere herausragende Pionierleistungen seien das Tokioter Büro der Firma Morigo, die Grundschule Yotsuya Daigo (Nummer 5), sowie industrielle Gebäude wie der Großmarkt von Tsukiji und der Staudamm Korube Daini (Nummer 2). Diese Bauaktivitäten hätten jedoch ohne tiefgreifende architekturtheoretische Analyse stattgefunden und hätten sich daher eher um den oberflächlichen, formalen Eindruck gekümmert.

## Nachkriegszeit

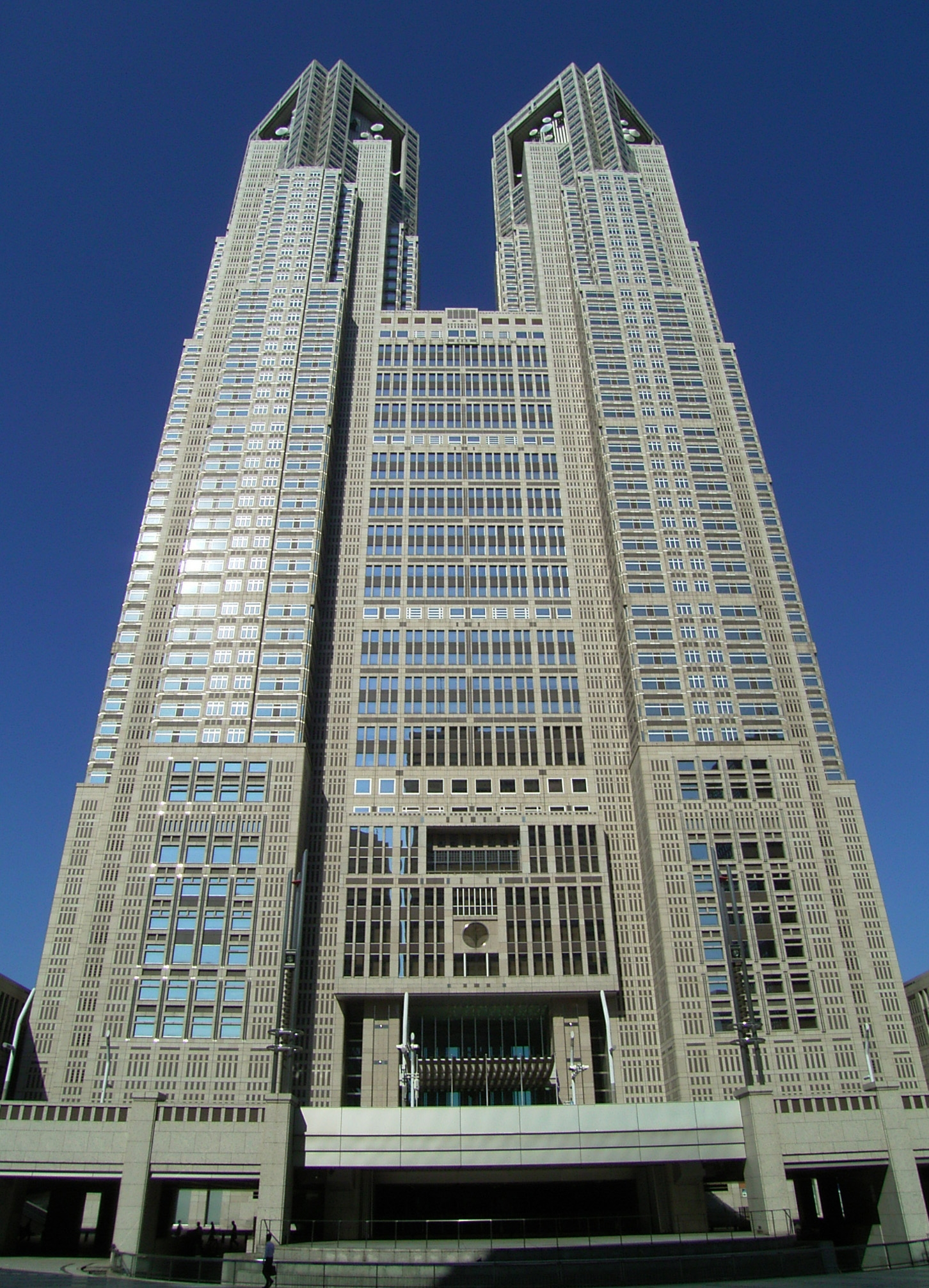
Das postmoderne Tokyo Metropolitan Government Building in Shinjuku, Tokyo.

### Wiederaufbau und Industrialisierung
Die Notwendigkeit des Wiederaufbaus Japans nach dem Zweiten Weltkrieg und der damit einhergehende gesellschaftliche Wandel stimulierten die Architektur. Matsukuma schreibt, die Demokratie und der technologische Fortschritt hätten der Architektur eine neue Blüte verliehen. Im Zuge der allgemeinen Industrialisierung versuchten japanische Architekten eine eigene, spezifische Interpretation der Moderne zu prägen. Matsukuma zählt dazu etwa das Museum für Moderne Kunst in Kamakura, die Grundschule in Hizuchi und die Präfekturhalle von Kagawa.
Innerhalb kürzester Zeit waren die Städte wieder funktionsfähig, aber ihr Aussehen hatte sich stark verändert. Die gegenwärtige Gestalt japanischer Städte ist zugleich Resultat von und Beitrag zu architektonischen Grundideen des 20. Jahrhunderts. Die in der Vorkriegszeit eingeführten Bautechniken, Materialien und Stile ermöglichten den Bau neuer Gebäude, die stark mit traditionell errichteten Gebäuden kontrastierten. Wie auch an anderen Orten gibt es einen großen Unterschied zwischen der Masse der Wohn- und Geschäftsgebäude und großen öffentlichen Gebäuden und Bürotürmen.

### Wachstum in den 1960er Jahren
In einer zweiten Phase der Nachkriegsmoderne sieht Matsukuma einen „kompletten Wandel“ in den 1960er Jahren, der sich in einer „opulenteren“ und diverseren Moderne niedergeschlagen habe. Großangelegte städtebauliche Entwürfe und „monumentale“ Gebäude würden die Handschrift ihrer Entwerfer und regionale Kultur ausdrücken. Als ausschlaggebende Faktoren für diese Entwicklung sieht er einerseits Japans erstes Hochhaus, das Kasumigaseki Building, das erst durch das Abschaffen einer Beschränkung der maximalen Gebäudehöhe auf 31 Meter möglich wurde. Anderseits habe sich zeitgleich Stahlbeton als dominierendes Baumaterial durchgesetzt in einer Abkehr vom traditionellen Baustoff Holz.
Bedeutsam in diesem Abschnitt der japanischen Architekturgeschichte sieht Matsukuma unter anderem die Architektur der Olympischen Sommerspiele 1964 in Tokio, darunter die Stadien, die das Konzept eines öffentlichen urbanen Raums begründet hätten. Das San-ai Dream Center und das Sony Building seien die Stadtbild-prägend gewesen. Der Anbau an das Ōhara-Kunstmuseum habe versucht, mit dem historischen Kontext in ästhetische Harmonie zu treten. Die Planstadt Senri sei zudem der erste Vorort in Japan, in dem großmaßstäblicher Wohnungsbau verwirklicht wurde.

### Architektur während des Wirtschaftsbooms
Seit Beginn der 1990er hat sich die Situation allmählich verändert. Wendepunkte im architektonischen Design waren das 1991 fertiggestellte postmodernen Tokyo Metropolitan Government Building (tochō) und der zwei Jahre später errichtete Yokohama Landmark Tower. 1996 wurde das schiffsförmige Tokyo International Forum fertiggestellt, ein Konferenz- und Veranstaltungszentrum, entworfen von Rafael Viñoly. Mit dem 2003 fertiggestellten Komplex Roppongi Hills aus Wohn-, Büro- und Geschäftsgebäuden samt umliegenden Parks wurde nicht nur modernes Design realisiert, sondern auch stadtplanerische Ideen einer Konzentration von Wohn-, Arbeits- und Freizeitumgebung auf engstem Raum umgesetzt. Während die Architektur solcher Großprojekte der internationalen Avantgarde entspricht, bleibt die Masse der Gebäude, vor allem in den Vorstädten, dominiert von uninspirierten Designs der 60er Jahre, was durch die extrem hohe Baudichte in den Großstädten noch begünstigt wird.